# Giennadij Matwiejew (historyk)
Giennadij Filippowicz Matwiejew (ros. Геннадий Филиппович Матвеев; 2 listopada 1943 we wsi Iskały w obwodzie swierdłowskim) – współczesny rosyjski historyk, doktor habilitowany nauk historycznych, profesor Uniwersytetu Moskiewskiego im. M. Łomonosowa, kierownik Katedry Historii Słowian Południowych i Zachodnich.  

## Życiorys
Absolwent Uniwersytetu Moskiewskiego, w 1992 roku obronił pracę doktorską pt. „Trzecia droga?” Ideologia agraryzmu w Czechosłowacji i Polsce w okresie międzywojennym (ros. "Третий путь?" Идеология аграризма в Чехословакии и Польше в межвоенный период). Autor publikacji naukowych poświęconych historii Polski i stosunków polsko-radzieckich, członek Polsko-Rosyjskiej Grupy do Spraw Trudnych.
Jest współautorem, wraz z polskimi historykami Waldemarem Rezmerem i Zbigniewem Karpusem, zbioru dokumentów Krasnoarmiejcy w polskom plienu w 1919–1922 g. Sbornik dokumentow i materiałow (ros. Красноармейцы в польском плену в 1919–1922 гг. Сборник документов и материалов), wydanego wspólnie w 2004 roku przez polską Naczelną Dyrekcję Archiwów Państwowych i Federalną Agencję ds. Archiwów Rosji, dotyczącego kwestii jeńców sowieckich w niewoli polskiej w latach 1919–1921.

## Odznaczenia i wyróżnienia
Honorowy profesor Instytutu Słowianoznawstwa w Równem Kijowskiego Uniwersytetu Slawistycznego (Ukraina). 6 grudnia 1999 roku Prezydent RP Aleksander Kwaśniewski odznaczył go Krzyżem Oficerskim Orderu Zasługi Rzeczypospolitej Polskiej za wybitne zasługi w rozwijaniu polsko-rosyjskiej współpracy naukowej.